# Sandor Clegane

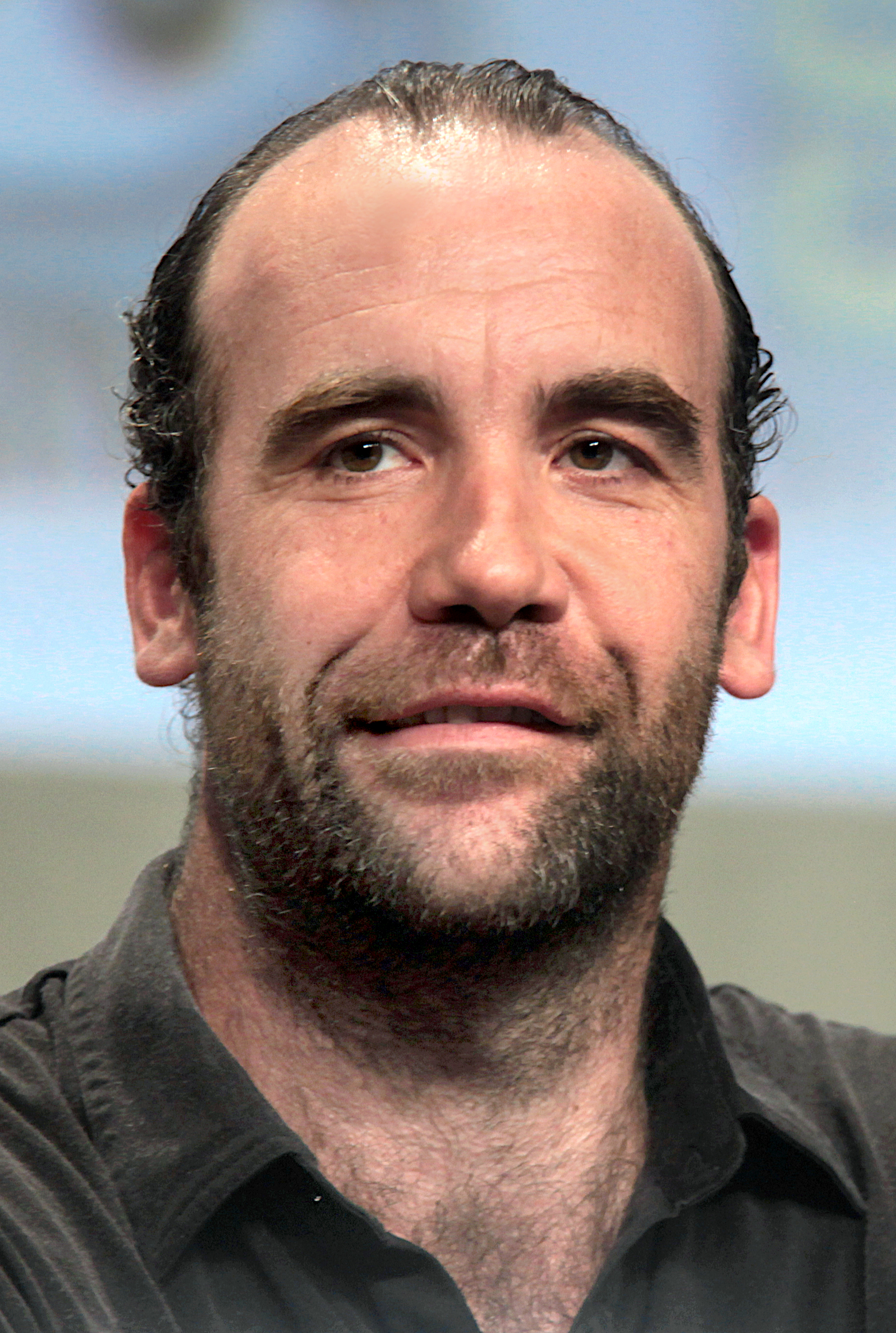
Rory McCann

Sandor «El Gos» Clegane és un personatge fictici de la saga Cançó de gel i foc de George R. R. Martin. Conegut per la seva aparença aterridora, la seva actitud fosca i brusca i les seves capacitats com a guerrer, Sandor rep el malnom de «El Gos» per la seva lleialtat als seus senyors i per complir les ordres sense dir ni piu.
En l'adaptació televisiva de HBO, Game of Thrones, el personatge de Sandor Clegane és interpretat per l'actor Rory McCann.

## Història

### Primers anys
Quan tan sols era un nen, Sandor es va atrevir a jugar amb una de les joguines del seu germà Gregor. Aquest el va descobrir i va llançar la cara de Sandor a un braser, deixant-li per a tota la vida la cara marcada. El seu pare el va excusar dient que el llit de Sandor s'havia incendiat. Quan el seu germà es va convertir en el cap de la Casa Clegane, Sandor va fugir a Lannisport on va posar la seva espasa al servei de la Casa Lannister. Seria nomenat espasa juramentada i guardaespatlles del príncep Joffrey Baratheon. És en aquells dies quan es va guanyar el sobrenom de «Gos», per la seva lleialtat i la seva feresa.

### Joc de Trons
Sandor acompanya a la comitiva reial rumb a Invernalia. De retorn a Desembarcament del Rei, Sandor assassina a un noi anomenat Mycah per ordre del príncep Joffrey.
Ja a la capital, Sandor participa en el Torneig de la Mà on protegeix a Loras Tyrell de la ira de Gregor, qui estava furiós per la seva derrota, combatent contra aquest i parant solament per ordre del rei Robert Baratheon. Posteriorment combat als homes de Eddard Stark quan la reina Cersei Lannister es fa amb el Tron de Ferro per al seu fill Joffrey.
Barristan Selmy, el Lord Comandant de la Guàrdia Real, és acomiadat, ocupant el seu lloc Sandor. No obstant això, es va negar a ser ungit com a cavaller, sent el primer membre de la història de la Guàrdia Reial sense ser-ho.

### Xoc de Reis
Sandor, ja com a membre de la Guàrdia, és assignat com el guardaespatlles personal de Joffrey i és l'únic que es nega a colpejar a Sansa Stark, desenvolupant una estranya relació de tendresa-brusquedat amb la jove.
Sandor participa en la Batalla d'Aigüesnegres liderant als defensors a les portes de les muralles, però en determinat moment deserta a causa de la seva por al foc. Abans d'anar-se de Desembarcament del Rei, Sandor visita a Sansa i li ofereix anar-se amb ell per portar-la al costat de la seva família, però ella es nega. Sandor llavors li va arrencar «un petó» a punta d'espasa.

### Tempesta d'Espases
Sandor vaga per les Terres dels Rius fins que és trobat per la Germanor sense Estendards. La Germanor, liderada per Beric Dondarrion, el va acusar de múltiples crims però van ser incapaços de provar-los, fins que Arya Stark (que estava refugiada al costat de la Germanor) l'acusa de l'assassinat del seu amic Mycah. Sandor es defensa dient que solament seguia ordres de Joffrey, però Beric Dondarrion el sentencia a un judici per combat contra ell mateix. Beric usa una espasa en flames que infon por a Sandor, però aquest eventualment aconsegueix guanyar i matar a Beric, encara que aquest serà reviscut per Thoros de Myr. Declarat innocent, Sandor escapa però es porta a Arya Stark amb ell, amb la intenció de portar-la fins a Aigüesdolces i demanar rescat per ella.
Sandor i Arya arriben a Aigüesdolces just durant els successos de les Noces Vermelles, per la qual cosa han d'escapar a tot córrer. Sandor porta llavors a Arya fins al Niu d'Àguiles, on residia la seva tia Lysa Tully. No obstant això, en arribar s'assabenten que Lysa va morir pocs dies abans que arribessin.
Mentre paraven en una fonda, es topen amb un grup d'homes del seu germà Gregor. Sandor i Arya es baralla amb ells i aconsegueixen eliminar-los a tots, però Clegane queda malferit. Sandor li va dir a Arya que les seves ferides eren fatals i que no anava a sobreviure, demanant-li que li concedís misericòrdia, és a dir, que el rematés. Arya es va negar a concedir-li una mort ràpida i deixa a Sandor a la seva sort, quedant el seu destí incert.

### Festí de Corbs
Sorgeixen notícies sobre que Sandor i una partida van saquejar brutalment la ciutat de Salines, altres rumors afirmen que Sandor es va unir a la Germanor sense Estendards.
La seva destinació es confirma quan Brienne de Tarth coneix a un septó d'Illa Tranquil·la, aquest li diu que va trobar a Sandor moribund i que ell mateix li va donar sepultura, col·locant el seu elm damunt de la seva tomba. Posteriorment, un membre de la Companyia Audaç va robar l'elm i per això tots van creure que era Sandor el que havia saquejat Salines. No obstant això, en Illa Tranquil·la, Brienne identifica a un enterrador amb un aspecte similar al de Sandor, la qual cosa deixa la incògnita de si Sandor realment va sobreviure i va buscar la redempció pels seus pecats.